# Łamana Skała
Łamana Skała (929 m) – drugi co do wysokości (po Czuplu) szczyt Beskidu Małego, najwyższy w Beskidzie Andrychowskim. Znajduje się w Paśmie Łamanej Skały, przez które przebiega główny grzbiet Beskidu Małego. Ma dwa wierzchołki: 929 m i 915 m. Wyższy wierzchołek wznosi się nad doliną Kocierki i Pracicy, niższy 915 m jest zwornikiem dla Pasemka Łysiny.
Na stokach Łamanej Skały rośnie las bukowy (regiel dolny), a w partii szczytowej naturalny, świerkowy las górnoreglowy. Aleksy Siemionow w 1984 r. podawał, że rosnące tu świerki liczyły sobie 160 lat i mają stożkową koronę sięgającą do samej ziemi. Na grzbiecie rozrzucone są ostańce z piaskowca istebniańskiego. Są to kilkumetrowej wysokości skałki zwane Zwaliskiem lub Znaleziskiem. W 1961 utworzono tutaj rezerwat Madohora.
Poprawna, zestandaryzowana nazwa szczytu to Łamana Skała. Nazwa ta pochodzi od licznych skał które występują w okolicach jej szczytu. Taka nazwa występuje już w dokumencie z 1445 r, który opisuje przebieg granicy między księstwem oświęcimskim i zatorskim. Pod tą nazwą szczyt ten opisany jest na mapie K. Kummersberga z 1855 r. i austriackiej z 1870 r. Nazwa ta występuje także w Słowniku Geograficznym Królestwa Polskiego (t. V, s. 578), który podaje w nawiasie obok niej również drugą nazwę – Łomna Skała. Na starszych mapach austriackich z końca XIX wieku szczyt Łamanej Skały nie został opisany, natomiast sąsiedni na wschód szczyt Mlada Hora opisano jako Madohora. Polska mapa WIG z 1934 r. powieliła ten błąd i popełniła jeszcze drugi – nazwę Madohora przeniosła na szczyt Łamanej Skały. Błąd ten został później powielony na mapach turystycznych i w przewodnikach turystycznych. Już Kazimierz Sosnowski podejrzewał, że jest to nazwa nieprawidłowa, późniejsi badacze po analizie źródeł ustalili prawidłową nazwę szczytu jako Łamana Skała. Mimo to błędna nazwa Madohora jest na mapach podawana jako synonim Łamanej Skały.
Na wyższym szczycie Łamanej Skały graniczą ze sobą trzy miejscowości: Las i Ślemień w województwie śląskim oraz Rzyki w województwie małopolskim. Przez Łamaną Skałę prowadzą dwa szlaki turystyczne (czerwony i żółty). Omijają jej wierzchołek trawersem po północnej stronie. W niedalekiej odległości po wschodniej stronie Łamanej Skały (przez tzw. Anulę) prowadzą jeszcze dwa inne szlaki (niebieski i zielony).
Szlaki turystyczne
 Mały Szlak Beskidzki na odcinku Przełęcz Kocierska – Groń Jana Pawła II:
- z Przełęczy Kocierskiej – 7,4 km; 370 m przewyższenia. Czas przejścia ok. 2:30 h
- z Gronia Jana Pawła II – 5 km; 140 m przewyższenia; ok. 1:30 h

 Targanice – Jawornica – Potrójna – Przełęcz Zakocierska – Chatka pod Potrójną – Przełęcz na Przykrej – Łamana Skała – Anula – Rzyki-Pracica
 na odcinku Łysina – Krzeszów (przebiega ok. 300 m na południowy wschód od szczytu):
- z Łysiny – 8,4 km; 270 m przewyższenia; ok. 2:25 h
- z Krzeszowa – 6,1 km; 360 m przewyższenia; ok. 2:05 h

 początek/koniec – zmierza w kierunku Ślemienia (ok. 300 m na południowy wschód od szczytu):
- ze Ślemienia – 7,2 km; 480 m przewyższenia; ok. 2:20 h

## Galeria zdjęć

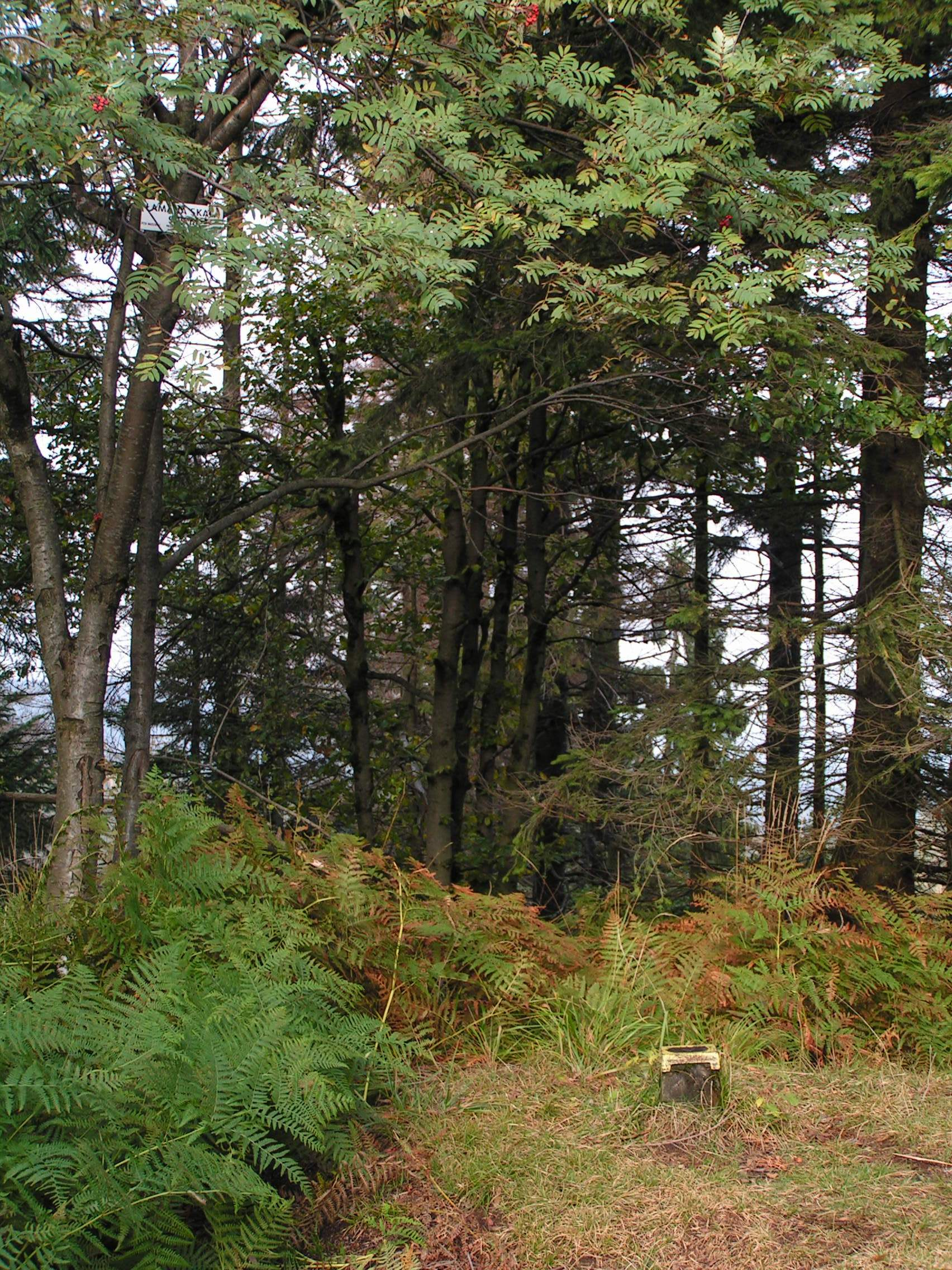
Szczyt
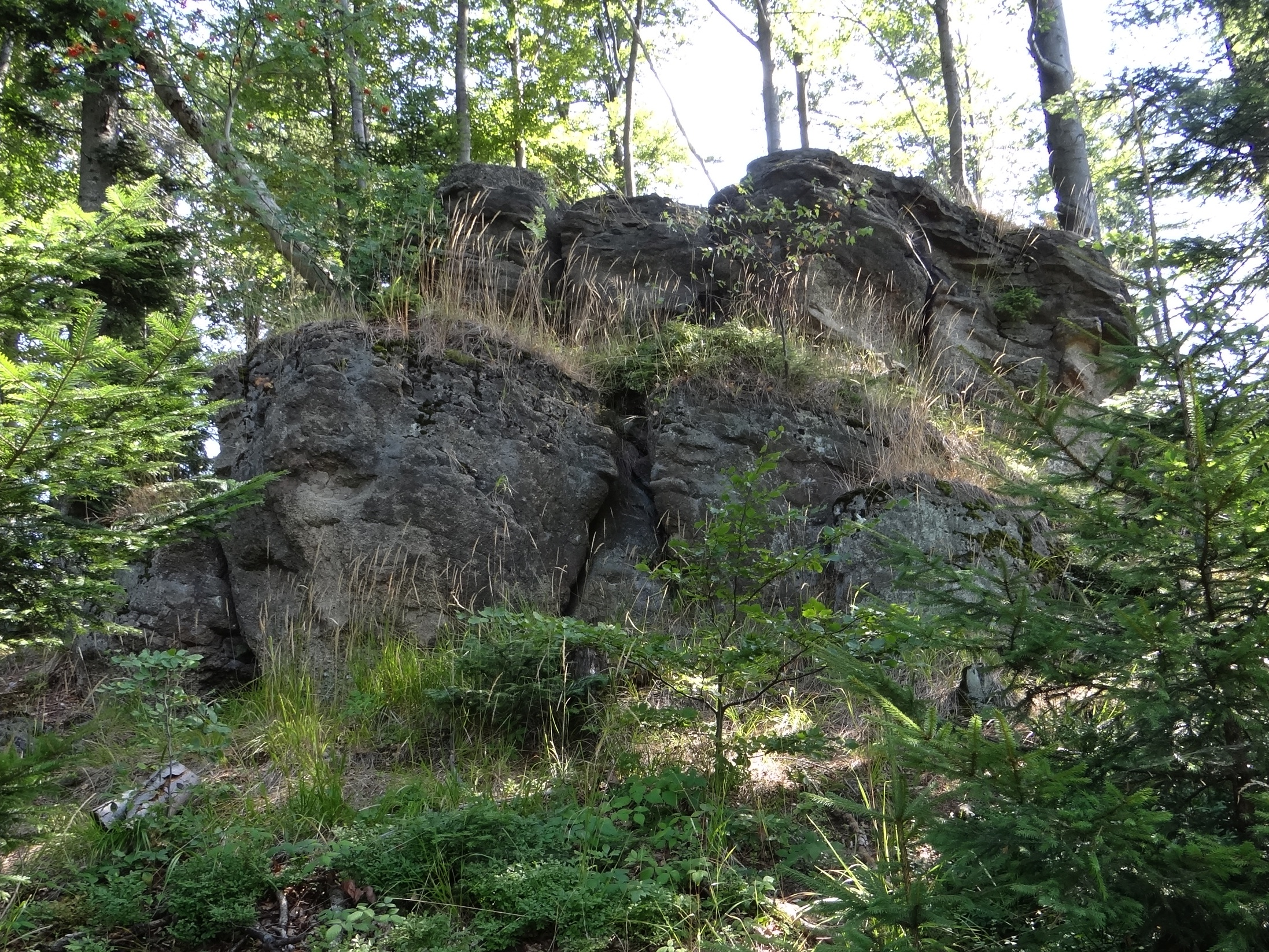
Skałki
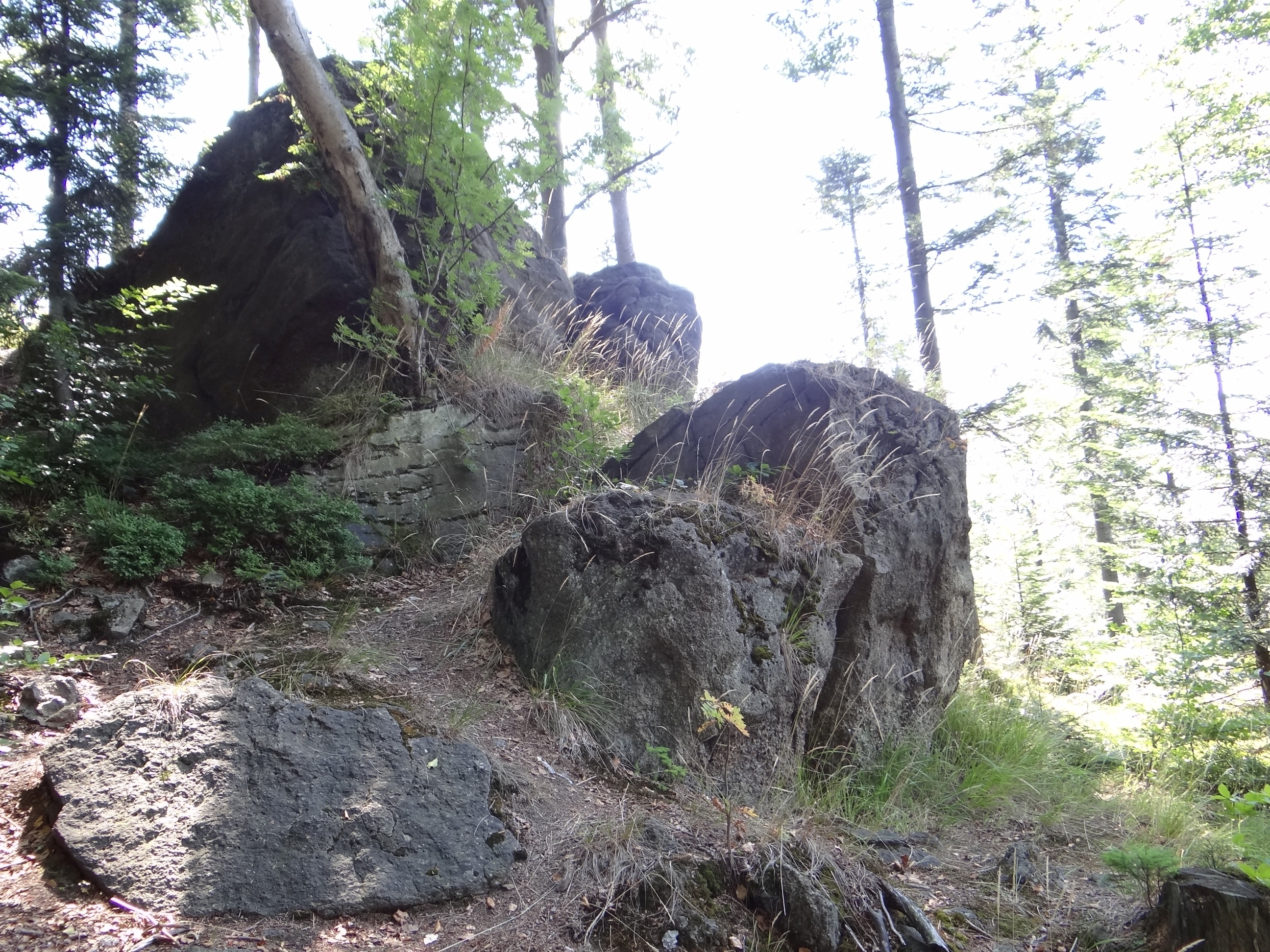
Skałki
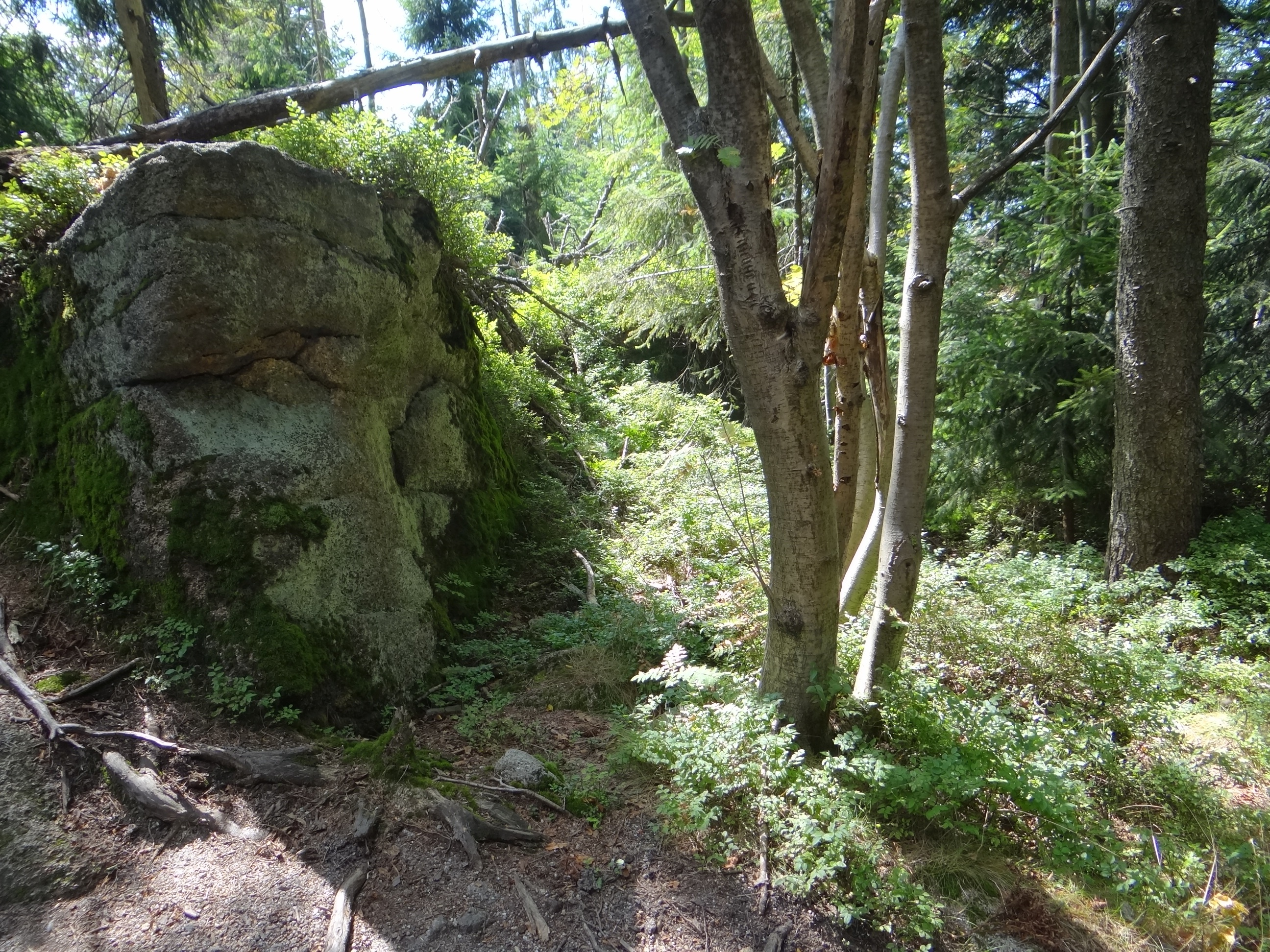
Skałki